# Bromură de sodiu
Bromura de sodiu este o sare a sodiului cu acidul bromhidric alcătuită din atomi de sodiu și atomi de brom. Este unul dintre cei mai răspândiți compuși ai bromului folosit în chimie, pe lângă bromura de potasiu, și are multe utilizări. Are culoarea albă.

## Obținere
Bromura de sodiu se obține în urma reacției dintre hidroxidul de sodiu și acidul bromhidric:
{\displaystyle {\ce {NaOH + HBr -> NaBr + H2O}}}

## Proprietăți chimice
Bromura de sodiu poate fi utilizată ca sursă de brom elemental. O reacție care pune în libertate brom este cea dintre o soluție apoasă de NaBr și clor gazos:
{\displaystyle {\ce {2 NaBr + Cl2 -> Br2 + 2 NaCl}}}
De asemenea, este utilizată pentru obținerea altor bromuri, inclusiv cele organice. Este și o sursă de ion bromură, ce este un agent nucleofil ce poate fi utilizat pentru a converti clorurile de alchil la bromuri de alchil, în urma unei reacții denumite reacție Finkelstein:
{\displaystyle {\ce {NaBr + RCl -> RBr + NaCl}}}{\displaystyle {\ce {(R=alchil)}}}
Electroliza în soluție apoase produce brom.

## Utilizări
Este cea mai utilizată bromură anorganică în industria chimică. Este utilizată pe post de catalizator în unele reacții de oxidare.
A fost utilizată ca sedativ și anticonvulsivant la sfârșitul secolului al XIX-lea și la începutul secolului al XX-lea. În prezent, aceasta și bromura de potasiu nu mai sunt utilizate în medicină din cauza toxicității ridicate.